# Naoki Soma
Naoki Soma (Prefectura de Shizuoka, Japó, 19 de juliol de 1971) és un exfutbolista japonès.

## Selecció japonesa
Naoki Soma va disputar 58 partits amb la selecció japonesa.